# Free Now
FREENOW (poprzednio mytaxi) – multiplatforma mobilności miejskiej, której siedziba główna mieści się w Hamburgu. Była to pierwsza na świecie aplikacja bezpośrednio łącząca pasażera z kierowcą taksówki dostępnym w pobliżu, która umożliwia płatność mobilną (przez aplikację) za kurs.
FREENOW integruje w ramach swojej aplikacji także inne usługi mobilnościowe, m.in. wynajem elektrycznych hulajnóg, skuterów, rowerów i carsharing.

## Struktura
FREENOW jest spółką zależną od Daimler Mobility Services GmbH (część Daimler Group) i BMW. W 2019 mytaxi stało się częścią globalnej marki FREE NOW, będącą grupą kapitałową wynikającą z połączenia firm BMW i Daimler w zakresie usług mobilności miejskiej.

## Historia
FREENOW powstało pod nazwą mytaxi w 2009 roku w Hamburgu. Przez 10 kolejnych lat funkcjonowało pod nazwą mytaxi. Pomysłodawcami mytaxi są Niclaus Mewes i Sven Külper. Celem stworzenia mytaxi było zaoferowanie zarówno pasażerom, jak i kierowcom taksówek nowoczesnej alternatywy, w stosunku do klasycznego zamawiania taksówki przez tele-centralę taxi.
Do końca maja 2011 roku aplikacja mytaxi funkcjonowała już w 6 największych europejskich miastach. Otwarcie na zagraniczny rynek nastąpiło w sierpniu 2011 roku, gdy mytaxi zaczęło operować w Wiedniu.
Do końca 2012 roku mytaxi było dostępne już m.in. w Barcelonie, Madrycie i Warszawie. W lipcu 2012 roku mytaxi wprowadziło system płatności mobilnej, jako pierwsza aplikacja przewozowa na świecie, dzięki której pasażer może zapłacić za kurs taxi bezgotówkowo (przez opcję „Płać przez Aplikację”).
Od września 2014 roku mytaxi jest spółką zależną od Daimler Mobility Services GmbH (część Daimler Group), dzięki czemu mogło rozszerzyć swój obszar o kolejne kraje. W lipcu 2016 roku mytaxi ogłosiło połączenie z Hailo, aplikacją taxi operującą w Wielkiej Brytanii i Irlandii. Obowiązki CEO mytaxi pełnił wówczas Eckart Diepenhorst.
W lutym 2019 roku Daimler i BMW ogłosiły joint-venture o wartości 1 miliarda Euro, zakresie usług mobilnościowych, tworząc rodzinę marek NOW. W jej skład wchodzą również Reach Now, Share Now, Park Now, Charge Now, które oferują inne usługi mobilności, np. carsharing lub wyszukiwarkę stacji ładowania samochodów elektrycznych.
W lipcu 2019 roku marka mytaxi oficjalnie zmieniła się we FREENOW, ogłaszając jednocześnie przejście w kierunku platformy multimobilnej, agregującej alternatywne usługi mobilne zewnętrznych usługodawców, takie jak e-hulajnogi, e-skutery, e-rowery, czy carsharing.

## Zasięg
Łącznie, działalność platformy pod nazwą FREENOW obejmuje 9 krajów Europy: Niemcy, Wielka Brytania, Irlandia, Polska, Włochy, Hiszpania, Francja, Grecja, Austria. FREE NOW operuje w ponad 150 miastach. FREE NOW współpracuje z wieloma zewnętrznymi operatorami usług mobilności miejskiej i zatrudnia ponad 2000 pracowników w 35 biurach na całym świecie. CEO FREE NOW jest Thomas Zimmermann.

## FREENOW w Polsce
mytaxi udostępniło swoją usługę w Warszawie pod koniec 2012 roku. W grudniu 2013 roku, jako pierwsza usługa taxi, wprowadziło płatności mobilne za kurs taksówką. W 2015 roku mytaxi wystartowało w Krakowie, a w 2016 w Trójmieście. We wrześniu 2017 roku w Warszawie, jako pierwszym mieście w Europie, wprowadzono pilotażowo usługę mytaxi match, polegającą na współdzieleniu taksówki przez dwóch pasażerów jadących w podobnym kierunku. W 2018 roku mytaxi udostępniło swoją usługę w Katowicach i aglomeracji śląskiej, a także Poznaniu i Wrocławiu. W 2022 roku platforma FREENOW wystartowała w kolejnych największych polskich miastach.
Centrala polskiego oddziału FREE NOW znajduje się w Warszawie, a każde z miast posiada swoje lokalne biuro, w którym prowadzona jest weryfikacja kierowców. Dyrektorem zarządzającym FREE NOW w Polsce jest Krzysztof Urban. Platforma w Polsce dostępna jest w 25 miastach: Warszawa, Kraków, Trójmiasto, Katowice i aglomeracja śląska, Poznań, Wrocław, Łódź, Bydgoszcz, Rzeszów, Białystok, Olsztyn, Lublin, Radom, Kielce, Gorzów Wielkopolski, Zielona Góra, Bielsko-Biała, Koszalin, Tarnów, Elbląg, Częstochowa, Kielce, Szczecin oraz Toruń.
Obecnie w Polsce, aplikacja FREE NOW umożliwia zamówienie taksówki z ceną znaną z góry, a także wynajem e-hulajnóg marki TIER oraz Dott.

## FREENOW for Business
FREENOW for Business, posiada ofertę skierowaną do firm oraz podmiotów działających w sektorze usług turystycznych. Użytkownicy kont firmowych mogą korzystać m.in. z comiesięcznych faktur zbiorczych, zamawiania przejazdów z desktopowej wersji aplikacji, czy ustalania polityk przejazdów dla swoich pracowników.